# 닛타쿠 그룹

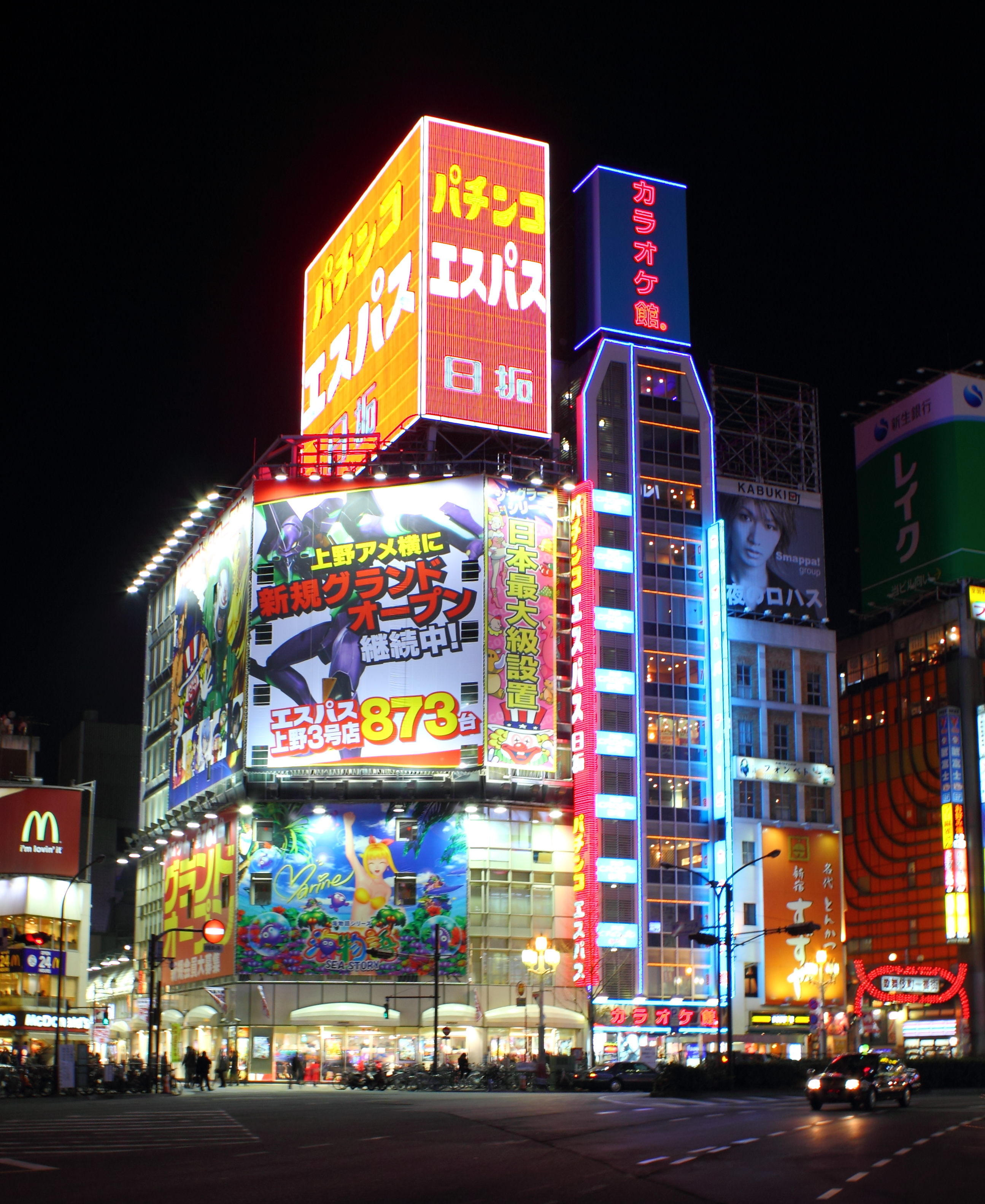
에스파스·신주쿠가부키점

닛타쿠 그룹(일본어: 日拓グループ)은 도쿄도를 중심으로 부동산 개발(소유·임대·관리), 임대 빌딩 사업, 파친코점(파치슬로 전업점을 포함)·게임 센터를 운영하고 있는 일본의 기업이다. 1965년에 창업하여 닛타쿠홈 주식회사(日拓ホーム株式会社), 닛타쿠 부동산 주식회사(日拓不動産株式会社), 닛타쿠 리얼 부동산 주식회사(日拓リアルエステート株式会社) 등 3개 회사를 운영하고 있다.
오락·레저 부문의 파친코홀인 ‘에스파스 닛타쿠’(エスパス日拓) 16개 점포를 비롯해서 파치슬로인 ‘슬롯 클럽 닛타쿠’(スロットクラブ日拓) 6개 점포, 게임센터 ‘GAME 에스파스 닛타쿠’(GAME エスパス日拓) 2개 점포 등을 운영하고 있다. 일찍이 1973년에 1년 간 프로 야구 구단인 ‘닛타쿠홈 플라이어스’를 소유했다.

## 같이 보기
- 파친코
- 파치슬로
- 닛타쿠홈 플라이어스(현재의 홋카이도 닛폰햄 파이터스)
  - 1973년 일본 프로 야구 재편 문제